# Seconds (cómic)

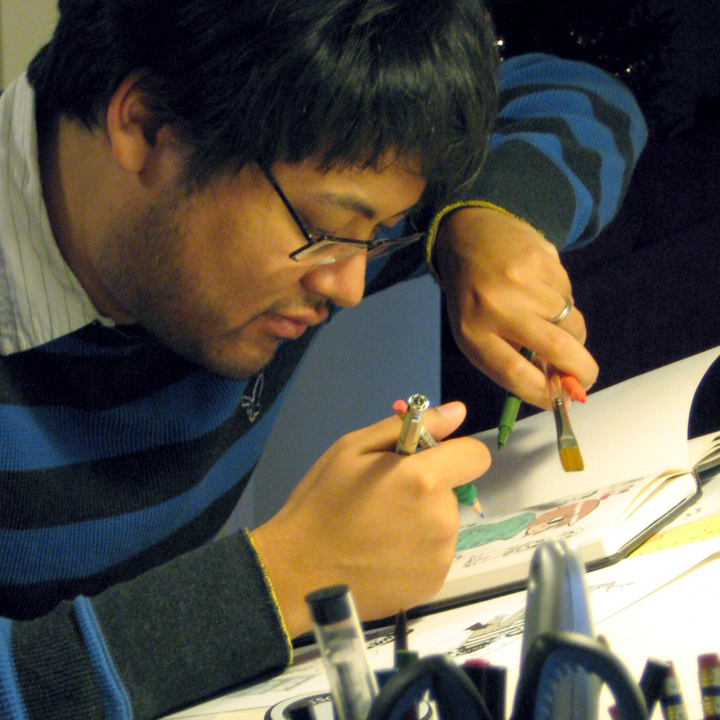
Bryan Lee O'Malley, creador de la novela gráfica Seconds

Seconds es una novela gráfica creada por Bryan Lee O'Malley. Publicada el 15 de julio de 2014 por Ballantine Books, la novela relata la historia de Katie Clay, chef jefe en un restaurante próspero llamado Seconds, quién obtiene la capacidad de enmendar sus equivocaciones pasadas al escribirlas en una libreta, comiendo una seta misteriosa, y entonces quedarse dormida. Al abusar de manera excesiva de este poder para tratar de hacer su vida perfecta, Katie acaba por crear problemas todavía mayores para ella misma.

## Resumen
Katie es una de los propietarios y co-fundadora de un restaurante popular llamado Seconds. Katie reside provisionalmente en una habitación ubicada en el primer piso del edificio donde funciona Seconds y es despertada una noche por la presencia de una chica misteriosa de cabello blanco llamada Lis, quién le da a Katie una libreta, una sola seta, y unas instrucciones a seguir para lanzar un hechizo de "rehacer" con el que podrá enmendar sus equivocaciones pasadas. Katie encuentra más de estas setas místicas bajo una tabla del suelo en el restaurante y entonces ella las utiliza para tratar de arreglar los problemas que surgen con la construcción de su ansiado restaurante nuevo totalmente diferente, su relación tambaleante con su exnovio, y para impedir las heridas que sufrió por su culpa una camarera joven del restaurante llamada Hazel. A pesar de la regla estricta de Lis de solo una seta para cada persona, Katie ignora las preocupaciones de Lis y busca utilizar las setas para hacer su vida perfecta, pero ella involuntariamente crea más problemas como resultado y así termina por perturbar el equilibrio del espacio-tiempo.

## Personajes
Katie es el personaje principal y fundadora del restaurante Seconds. Quiere abrir un restaurante nuevo con su socio empresarial, Arthur. Sin embargo, ella se ve involucrada en un gran predicamento cuándo obtiene la capacidad de reescribir el pasado.
Lis es el espíritu hogareño que habita en Seconds. Ella es la dueña de las setas místicas con las que se puede reescribir el pasado y también quien le revela a Katie la existencia de estas setas; aunque le da sólo una a Katie. Lis viste los atuendos y come los alimentos que le deja Hazel en Seconds para mantenerla contenta.
Arthur es el nuevo socio empresarial de Katie que quiere abrir un restaurante nuevo junto con ella, llamado Katie's.
Max es el exnovio de Katie que rompió con ella cuando descubrió que no le dijo nada sobre el proyecto del restaurante nuevo que quiera emprender. Ellos se conocieron cuándo Max trabajaba en la cocina de Seconds. Finalmente vuelve a estar junto con ella inconscientemente debido a la intervención de Katie y las setas.
Hazel es una camarera tímida de Seconds que se vuelve cercana a Katie después de que ella tiene un accidente en qué se quema sus brazos. Sin embargo, Katie hace que dicho accidente no llegue a ocurrir usando las setas. Ella vive con su abuela y compra en tiendas. Se revela que Hazel deja regalos para el espíritu hogareño de Seconds, Lis, para mantenerla contenta.
Andrew es el tipo que substituyó a Katie como chef jefe en Seconds. Es también el tipo con el que Katie engañó a Max en la historia.

## Recepción
Seconds recibió reseñas positivas. IGN le otorgó un 8.8/10, con el reseñante Jesse Schedeen llamándola "una manera grandiosa de continuar después de la serie mega-popular Scott Pilgrim". Ben Travis de The Telegraph también dio a esta novela gráfica una reseña cálida. "Como novela autónoma", Travis escribe, "Seconds no puede tener el alcance de la serie Scott Pilgrim, pero es una pieza perfectamente formada. Mientras que algunos trabajos artísticos cargados de cultura-pop pierden relevancia rápidamente, la honradez y la humanidad en Seconds mantendrá a los lectores regresando una y otra vez."